# Glyphoglossus yunnanensis
Glyphoglossus yunnanensis é uma espécie de anfíbio da família Microhylidae.
Pode ser encontrada nos seguintes países: China, Vietname, possivelmente Laos e possivelmente em Myanmar.
Os seus habitats naturais são: florestas subtropicais ou tropicais húmidas de baixa altitude, regiões subtropicais ou tropicais húmidas de alta altitude, matagal húmido tropical ou subtropical, pântanos, marismas de água doce, marismas intermitentes de água doce, terras aráveis, jardins rurais, áreas de armazenamento de água, lagoas, lagoas para aquicultura e terras irrigadas.
Está ameaçada por perda de habitat.